# 2020年牙買加大選
2020年牙買加大選（英語：2020 Jamaican general election）於2020年9月3日星期四在牙買加舉行，選出63名牙買加眾議院議員。由於牙買加憲法規定眾議院議員任期為五年，下一次大選預計要到2021年2月25日至6月10日才能舉行。但是，牙買加總理安德魯·霍尼斯呼籲提前舉行大選。根據安德魯·霍尼斯的建議，牙買加總督派翠克·艾倫於2020年8月13日解散了牙買加國會。
2020年牙買加大選結果是執政的牙買加工黨獲得壓倒性勝利，獲得57%的選票，贏得49個席位，人民民族黨仍然是反對黨，但是失去了16個席位。2020年牙買加大選在COVID-19大流行和2019-2020年登革熱流行期間舉行，因此選民投票率僅為37%，是1983年以來所舉行的大選中最低的。